# St.-Marien-Kirche (Trupe)

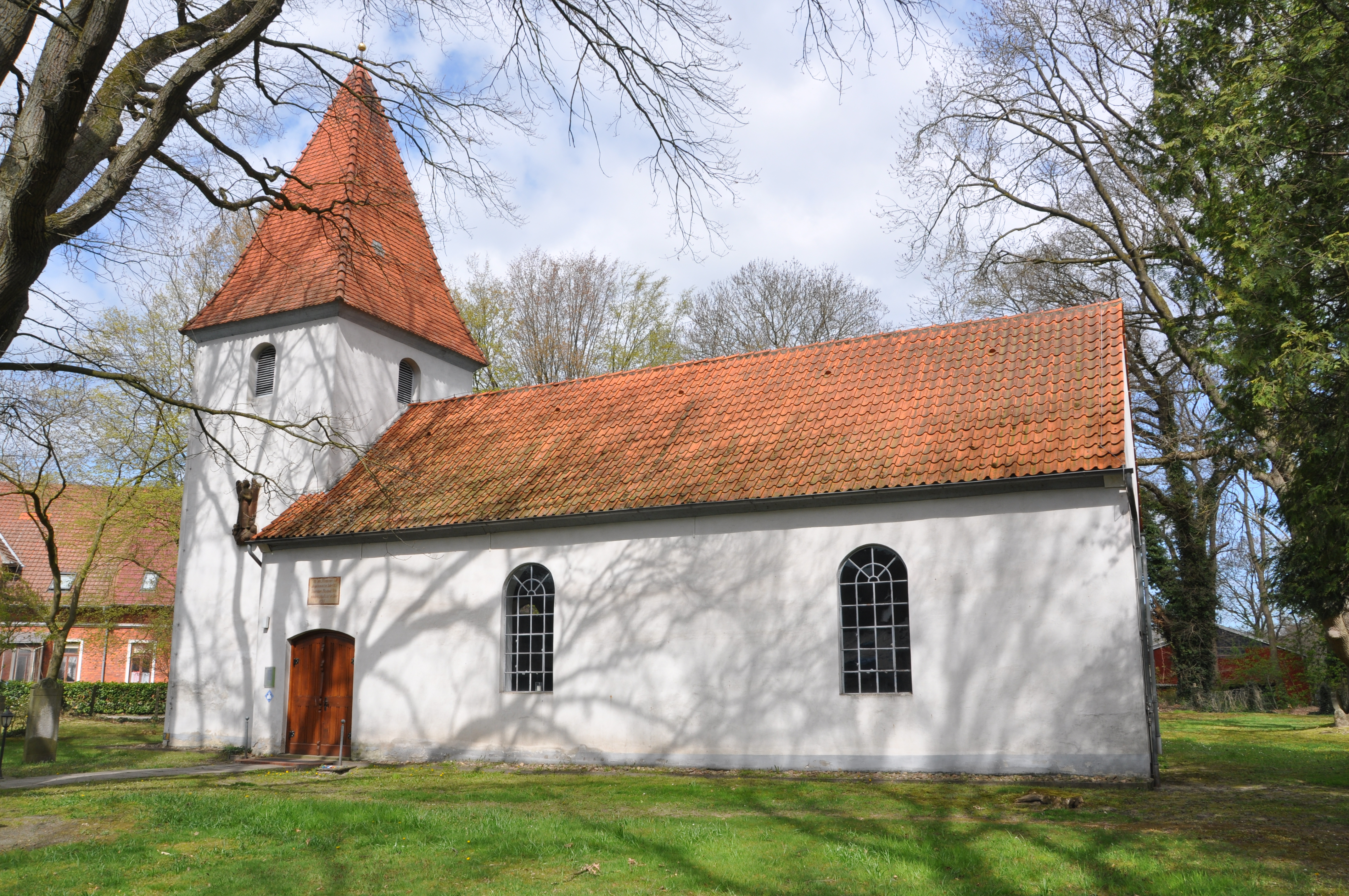
Truper Kapelle (Lilienthal-Trupe)

Die Truper Kapelle, auch Marien-Kirche genannt, in Lilienthal-Trupe ist eine ehemalige Filialkirche der Klosterkirche St. Marien in Lilienthal, Kreis Osterholz-Scharmbeck, Niedersachsen. Sie gehört zur evangelisch-lutherischen Kirchengemeinde Lilienthal im Kirchenkreis Osterholz-Scharmbeck der Evangelisch-lutherischen Landeskirche Hannover.
Gebäude und Friedhof stehen unter Denkmalschutz (siehe auch Liste der Baudenkmale in Lilienthal).

## Bau und Baugeschichte
Die Saalkirche stammt aus der Mitte des 13. Jahrhunderts. 1534 wurde die Reformation eingeführt. 1646 wurde Trupe mit Alt-Lilienthal vereinigt und dem Klosterpfarrer unterstellt. 1720 wurde der Sonntagsgottesdienst nach Lilienthal verlegt. Im März 1761 wurde die Kirche von einer Überschwemmung heimgesucht, bei der Wasser einen Fuß über dem Altar stand. Der Turm blieb erhalten, als die Franzosen am 21. April 1813 die Kirche in Brand steckten. 1819/20 wurden die Gewölbe abgebrochen, der Boden erhöht und die Mauern im jetzigen Zustand wiederhergestellt. Gegen Ende des Zweiten Weltkriegs 1945 wurde die Kirche durch Beschuss stark zerstört und 1949–1951 umgebaut. Im Inneren wurden die Kriegsschäden beseitigt.

### Innenausstattung
Hinter dem Altar ist der Beginn des Johannesevangeliums auf den Wandputz in großen Buchstaben aufgemalt, die aus Abstand wie in Stein gehauen aussehen. Auf dem Altar ist ein tönernes Kruzifix des 20. Jahrhunderts aufgestellt. Im Chor steht ein neugotischer Taufstein.
An der hinteren Südwand wurden ein Bild der Madonna von Trupe sowie die Daten der Kirchengeschichte angebracht. An der Nordwand befindet sich ein Ehrenmal für die Gefallenen von 1939 bis 1945.
Auf der Orgelbühne steht eine der letzten Orgeln, die von der Wilhelmshavener Orgelbauwerkstatt Alfred Führer im Jahre 1996 errichtet wurde. Das Instrument verfügt über acht Register, verteilt auf ein Manual (C–f3: Gedeckt (B/D) 8′, Prinzipal 4′, Rohrflöte 4′, Prinzipal 2′, Sesquialter II (B/D), Mixtur III–IV (B/D), Dulcian (B/D) 8′) sowie Pedal (C–f1: Subbass 16′). Die Spiel- und Registertraktur sind mechanisch. Das Instrument ist mit einer Pedalkoppel ausgestattet. Die regelmäßige Wartung und Pflege des Instrumentes übernimmt heute die Firma Orgelbau Fleiter aus Münster-Nienberge, deren Inhaber Stefan Linke am Bau dieser Orgel beteiligt war.

### Glocken
Der Turm beherbergt ein historisch bedeutendes Geläut aus zwei Glocken, die mit geringer Abweichung im selben Schlagton erklingen. Als besonders wertvoll einzustufen ist die große Jesus-, Marien- & Johannesglocke des Bremer Glockengießers Johannes Breer, der in der Tradition Geert van Wous stand und von dem heute sonst nur noch in den Niederlanden vereinzelt Glocken anzutreffen sind.
| Glocke (Nr.)  | 1                       | 2         |
| ------------- | ----------------------- | --------- |
| Name          | Jesus, Maria & Johannes | Namenlos  |
| Gießer        | Johannes Breer          | Unbekannt |
| Gussjahr      | 1511                    | ~1300     |
| Durchmesser   | 706 mm                  | 735 mm    |
| Gewicht (ca.) | 200 kg                  | 255 kg    |
| Schlagton     | cis″+3                  | cis″+8    |

## Nebenanlagen
Zum Kirchenareal gehören denkmalgeschützt
- das Wohnhaus Trupe 3 von 1814, das wie die Kirche 1813 abgebrannt ist und heute zum Wohnen und als Pfarramt I dient,[3]
- die Scheune von um 1780/1800 in Fachwerk als Wandständerbau,[4]
- der Garten um Wohnhaus und Scheune mit altem Baumbestand nördlich und östlich des Friedhofs,[5]
- der Friedhof um die Kirche mit herausragenden Grabsteinen und -stelen, vorwiegend des 18. und 19. Jahrhunderts.[6]